# Bocce ai XVIII Giochi dei piccoli stati d'Europa
Le competizioni di bocce ai XVII Giochi dei piccoli stati d'Europa si sono svolte dal 28 maggio al 1 giugno 2019.

## Podi

### Maschile
| Evento           | Oro               | Argento           | Bronzo           |
| Raffa singolo    | Miroslav Petković | Tomislav Ranković | Gianni Bresciano |
| Pétanque singolo | Claudio Contardi  | Philippe Santmann | Massimo Santioni |
| Pétanque doppio  | Lussemburgo       | Andorra           | Monaco           |

### Femminile
| Evento           | Oro              | Argento       | Bronzo                  |
| Pétanque singolo | Nathalie Demange | Indira Ongaro | Laurence Crovetto Viale |